# Drepanocephalus spanthans
Drepanocephalus spanthans är en plattmaskart. Drepanocephalus spanthans ingår i släktet Drepanocephalus och familjen Echinostomatidae. Inga underarter finns listade i Catalogue of Life.